# Carlos Delfino
Carlos Francisco Delfino (* 29. August 1982 in Santa Fe) ist ein argentinisch-italienischer Basketballspieler, der neben Stationen in seiner Heimat und Europa lange Jahre in der am höchsten dotierten Profiliga NBA spielte. Als Nationalspieler wurde der dreimalige Olympiateilnehmer Delfino mit der argentinischen Nationalmannschaft Olympiasieger 2004 sowie Amerikameister 2011.

## Karriere
Nach zwei Jahren in der argentinischen Meisterschaft wechselte Delfino nach Italien, wo er insgesamt 4 Jahre spielte. Sein größter Erfolg in dieser Zeit war das Erreichen des EuroLeague-Finals 2004 mit Skipper Bologna.
Anschließend wechselte er zu den Detroit Pistons, die ihn bereits im Draft 2003 ausgewählt hatten, in die NBA. Nachdem er sich bereits nach kurzer Zeit eine schwere Knieverletzung zugezogen hatte, musste Delfino mehrere Monate aussetzen. Die Pistons zogen ohne ihn in das Finale der NBA ein, unterlagen jedoch knapp mit 3:4 den San Antonio Spurs. 2006 erreichte Detroit das Conference-Finale. Trotz Verbesserungen seiner statistischen Werte blieb Delfino Ersatzspieler.
In der Saison 2007/2008 spielte er für die Toronto Raptors, anschließend wechselte er nach Russland zu BK Chimki. Nach einer Saison, in der das Finale des Eurocups erreicht wurde, kehrte Delfino in die NBA zurück und unterschrieb bei den Milwaukee Bucks. Für die Bucks spielte Delfino drei Jahre und wechselte nach Ablauf seines Vertrags innerhalb der Liga zu den Houston Rockets. Für die Rockets kam Delfino meistens als Entlastung von der Bank, konnte sich aber nicht wie erhofft in der Rotation durchsetzen.
Nach Ablauf der Saison lösten die Rockets den Vertrag mit Delfino vorzeitig auf. Er kehrte daraufhin zu den Milwaukee Bucks zurück, absolvierte jedoch in der Saison 2013–14 kein einziges Spiel. Im Sommer 2014 kam Delfino zusammen mit seinem Mannschaftskameraden Miroslav Raduljica in einem Spielertausch zu den Los Angeles Clippers, die jedoch beide Spieler noch vor Saisonbeginn aus ihren Verträgen entließen.

### Nationalmannschaft
2004 wurde Delfino bei seinem ersten großen Turnier in der argentinischen A-Nationalmannschaft Olympiasieger. Bei der WM 2006 erreichte er mit Argentinien den 4. Platz. Seine zweite olympische Medaille gewann Delfino 2008 in Peking durch den Sieg im Spiel um Platz 3.